# Rupert Degas
Rupert Joel Degas (Londen, 17 augustus 1970) is een Engels acteur, stemacteur en stemimitator.
Degas is vooral bekend door zijn Engelstalige voice-overwerk in animatieseries, videogames en reclames. Hij woont sinds 2013 in Sydney, Australië. Hij is getrouwd en heeft twee kinderen.
Hij heeft sinds 1985 meerdere radioproducties voor de BBC geregisseerd en gepresenteerd. Daarnaast is hij audioboekverteller met inmiddels meer dan 150 titels op zijn naam, waaronder veelal klassieke literatuur. In de loop der jaren is hij uitgegroeid tot een van de meest gewilde en gevraagde commerciële stemmen van het Verenigd Koninkrijk en Australië. Hij heeft inmiddels duizenden reclamecampagnes op zijn naam staan.

## Filmografie
- Hold the Back Page
- Reunion
- Dead Romantic
- Van der Valk
- Lovejoy
- EastEnders
- Waiting for God
- Lycée Alpin
- Cousin William
- Premiers Baisers
- Passport to Murder
- Venus in Furs
- The Short Walk
- Over Here
- Fatherland
- A Touch of Frost
- Adrian Mole: The Cappuccino Years
- Holby City
- Coma Girl: The State of Grace
- Sam Jackson's Secret Video Diary
- Exorcist: The Beginning
- Nathan Barley
- Love Soup
- Shoot the Messenger
- Dark Corners
- Dead Man Running
- Pope Joan
- Starsuckers
- Red Dwarf
- A Place to Call Home
- Nine Inch Pinch
- Paper Giants – Magazine Wars
- Evil Dead
- Super Awesome
- #7 Days Later
- Australia - The Story of Us
- Foxhunter
- La Madre Buena - The Good Mother

### Animatie
- Asterix in Amerika - Medicijnman, Chef-kok, Hoefnix, Piratenuitkijk, Indiaanse leider, Legionairs, Galliërs, Piraten, Galeislaaf en Senatoren
- Black Magic M-66
- Breadwinners - Lava Mole, Trash Bandit en Towduck
- The Return of Arslan
- X
- Dinosaur
- Global Bears Rescue
- The Odyssey
- Toby the Square Boy (Short Film)
- Skipper & Skeeto
- Mysterious Island
- Around the World in Eighty Days
- Journey to the Centre of the Earth
- Ultra Guardians
- Mr. Bean: The Animated Series - Verschillende stemmen
- Storm Hawks
- The Spooky Sisters
- Bob de Bouwer - Scrambler, Zoomer, Tumbler, Flex, Gripper, Sandy Beach en Dickie Olivier
- Skatoony - Chudd Chudders
- Badgered (Short Film) - Alle personages
- Robotboy - Gus, Constantine, Mr. Fournier, Kurt, Ambassadeur Mbola en verschillende kleine personages
- World Leaders - Tony Blair, Nicolas Sarkozy, Angela Merkel en Mahmoud Ahmadinejad.
- Planet 51 - Chief Golrlock
- The Patriot of America - Redcoat #2
- Cherry on the Cake
- Chop Socky Chooks - Bubba
- De Wonderlijke Wereld van Gumball - Mr. Robinson, Tobias, Clayton en verschillende kleine personages
- Thomas & Friends - Bertie, Dart, Flynn en Butch
- Lucky Fred - Fred en Super Commander
- Groove High - Duke
- The Wild Adventures of Blinky Bill - Pablo, Bandi en Eddie

### Computerspellen
- Simon the Sorcerer II
- Three Skulls of the Toltecs
- The Feeble Files
- Martian Gothic: Unification
- Hostile Waters
- Headhunter
- Headhunter: Redemption
- Dragon Quest VIII
- Genji
- Spartan: Total Warrior
- Kameo: Elements of Power
- Rogue Trooper
- Heavenly Sword
- Haze
- So Blonde
- Star Wars: Empire at War
- Venetica
- Dragon Age
- Singstar
- So Blonde 2
- Hot Shots Tennis
- Star Wars: The Old Republic
- Driver: San Francisco
- James Bond 007: Bloodstone
- Goldeneye
- Anno 2070
- Michael Phelps Push the Limit
- Deponia
- Risen 2: Dark Waters
- Harry Potter and the Deathly Hallows Part 1
- Harry Potter and the Deathly Hallows Part 2
- Wonderbook: Book of Spells
- Deponia 2
- Risen 3
- Martian Gothic
- Borderlands: The Pre-Sequel!
- The Book of Unwritten Tales 2
- Deponia 3